# Henrike Manuwald
Henrike Manuwald (* 1980) ist eine deutsche Altgermanistin.

## Leben
Nach dem Abitur 1998 in Düsseldorf legte die Tochter des Altphilologen Bernd Manuwald und der Altphilologin Anke Manuwald geborene Ullner 2003 die Magisterprüfung an der Universität zu Köln (Deutsche Philologie, Kunstgeschichte, Englische Philologie) ab. Nach der Promotion 2006 in Köln (Medialer Dialog. Die ‚Große Bilderhandschrift‘ des Willehalm Wolframs von Eschenbach und ihre Kontexte) wurde die Schwester Gesine Manuwalds 2007 wissenschaftliche Mitarbeiterin im Teilprojekt A2 (Mittelalter und Frühe Neuzeit als Kultur der Sichtbarkeit? Volkssprachige Bilderzyklen in Handschrift und Druck) des SFB/FK 427 (Medien und kulturelle Kommunikation) an der Universität zu Köln. Zur Juniorprofessorin für Ältere deutsche Literatur und Sprache an der Albert-Ludwigs-Universität Freiburg wurde sie 2008 ernannt. Bis April 2009 war sie beurlaubt für ein Graduate Internship in der Handschriftenabteilung des J. Paul Getty Museums. Nach der erfolgreichen Zwischenevaluation 2012 war sie beurlaubt von Oktober 2012 bis Juli 2013 für einen Forschungsaufenthalt in Oxford (finanziert durch ein Feodor Lynen-Forschungsstipendium für erfahrene Wissenschaftler der Alexander von Humboldt-Stiftung). Nach der Habilitation (Jesus und das Landrecht. Zur Realitätsreferenz in der Bibelepik) 2014 an der Albert-Ludwigs-Universität Freiburg lehrt sie seit 2016 als Professorin für Germanistische Mediävistik an der Georg-August-Universität Göttingen.
Ihre historischen Forschungsschwerpunkte sind deutsche Literatur des Hoch- und Spätmittelalters (insbes. Höfischer Roman und Bibelepik) und Mittelalterrezeption im 19. Jahrhundert. Ihre theoretischen und methodischen Schwerpunkte sind Kultursemiotik, historische Semantik, Fiktionalität, Faktualität, Referentialität, Übersetzung (auch intermedial), kulturelle Aneignung, Medialität, insbes. Text und Bild und Text- und Editionstheorie. Die folgenden Preise wurden ihr verliehen Offermann-Hergarten-Preis (Köln) für die Dissertation (2009), Heinz-Maier-Leibnitz-Preis (2011) und Albert-Bürklin-Preis der Wissenschaftlichen Gesellschaft Freiburg (2015). Sie ist seit 2012 Mitglied in der Jungen Akademie an der Berlin-Brandenburgischen Akademie der Wissenschaften und der Deutschen Akademie der Naturforscher Leopoldina. 2019 wurde sie zum ordentlichen Mitglied der Niedersächsischen Akademie der Wissenschaften zu Göttingen gewählt.

## Schriften (Auswahl)
- Medialer Dialog. Die „Große Bilderhandschrift“ des Willehalm Wolframs von Eschenbach und ihre Kontexte (= Bibliotheca Germanica. Band 52). Francke, Tübingen/Basel 2008, ISBN 978-3-7720-8260-3 (zugleich Dissertation, Köln 2006).
- Jesus und das Landrecht. Zur Realitätsreferenz bibelepischen Erzählens in Hoch- und Spätmittelalter. Tübingen 2018, ISBN 3-7720-8593-8.